# Глазковский сельсовет
Глазковский сельсовет — административно-территориальное и муниципальное образования в Мичуринском районе Тамбовской области России.
Административный центр — село Глазок.

## Население
| 2010  | 2012  | 2013  | 2014  | 2015  | 2016  | 2017  |
| ----- | ----- | ----- | ----- | ----- | ----- | ----- |
| 2700  | ↘2667 | ↘2617 | ↘2595 | ↘2493 | ↘2472 | ↘2369 |
| 2018  | 2019  | 2020  | 2021  |       |       |       |
| ↘2303 | ↘2207 | ↘2139 | ↘2121 |       |       |       |

## Населённые пункты
В состав сельсовета входят 10 населённых пунктов:
| №  | Населённый пункт      | Тип населённого пункта | Население |
| -- | --------------------- | ---------------------- | --------- |
| 1  | Глазок                | село                   | ↘1341     |
| 2  | Гололобовка           | село                   | ↘551      |
| 3  | Еремеево              | село                   | ↘160      |
| 4  | Желановка             | деревня                | ↘86       |
| 5  | Никольское            | село                   | ↘126      |
| 6  | Новая Андреевка       | деревня                | ↘4        |
| 7  | Ржевка                | деревня                | ↘0        |
| 8  | совхоза «Глазковский» | посёлок                | ↗355      |
| 9  | Старая Андреевка      | деревня                | ↘3        |
| 10 | Фроловка              | деревня                | ↘74       |

## История
Глазковский сельсовет образован в 1928 году в составе Глазковского района Козловского округа Центрально-Чернозёмной области, с 1930 года напрямую Глазковского района Центрально-Чернозёмной области, с 1934 года — Глазковского района Воронежской области.
В 1937 году Глазковский сельсовет в составе только что новообразованной Тамбовской области был разделён на 1-й и 2-й Глазковский сельсоветы. В 1954 году они были объединены в Глазковский сельский Совет. В 1959 году в связи с упразднением Глазковского района, сельсовет переподчинён Мичуринскому району.
В 1960 году в Глазковский сельсовет влились Никольский и Желановский сельсоветы. В 1962 году в состав Глазковского сельсовета вошли сёла Гололобовка и Еремеево Вишневского сельсовета Староюрьевского района.
С 1993 до 1995 гг. территория сельсовета временно имела название Глазковская волость.